# Franco Lolli
Franco Lolli (Bogotá, Colombia, 13 de junio de 1983) es un director, guionista y productor colombiano de ascendencia italiana. 

## Primeros años y estudios
Franco Lolli nació en Bogotá, Colombia, el 13 de junio de 1983.  A los 18 años viajó a Francia para estudiar cine, se graduó del departamento de dirección de La Fémis. Según Lolli, su padre murió antes de su nacimiento y esto lo hace presente en sus dos primeros cortometrajes Rodri (2012) y Como todo el mundo (2007).

## Carrera
Realizó sus estudios de cine en Francia, primero en la Universidad Paul Valéry, Sorbonne Nouvelle y luego en el departamento de dirección de La Fémis. Su ópera prima Gente de bien se estrenó en la Semana de la crítica del Festival de Cannes en 2014.  De igual forma, ha participado en más de 40 festivales en todo el mundo.
Lolli ha sido el director de los cortometrajes Rodri (2012) y Como todo el mundo (2007), siendo este último el cortometraje más exitoso de lo que va su carrera. De hecho, el cortometraje ganó en el Festival del Cortometraje de Clermont-Ferrand.  Sin embargo, esto significó para su escuela (La Fémis) un debilitamiento que no vivía desde hacía cuarenta años.
En 2019 dirigió su segundo largometraje, titulado Litigante. Esta producción colombofrancesa hizo parte de la Semana de la Crítica en el Festival de Cannes en el año de su estreno y participó en otros importantes festivales a nivel nacional e internacional.

## Filmografía
Esta es una tabla de las películas en las que Franco Lolli ha estado involucrado.
| Año  | Película                                       | Acreditado como | Acreditado como | Acreditado como | Acreditado como | Acreditado como                                                                            |
| Año  | Película                                       | Director        | Productor       | Guionista       | Otro            | Notas                                                                                      |
| ---- | ---------------------------------------------- | --------------- | --------------- | --------------- | --------------- | ------------------------------------------------------------------------------------------ |
| 2023 | La perra                                       |                 | Sí              |                 |                 | Cortometraje animado dirigido por Carla Melo Galpert                                       |
| 2019 | Litigante                                      | Sí              |                 | Sí              |                 | Segundo largometraje                                                                       |
| 2017 | Camion Taureau                                 |                 | Sí              |                 |                 | TV Mini-Series                                                                             |
| 2017 | La casa del árbol                              |                 | Sí              |                 |                 | Cortometraje dirigido por Juan Sebastián Quebrada.                                         |
| 2016 | Sol Negro                                      |                 | Sí              |                 |                 | Cortometraje dirigido por Laura Huertas Millán.                                            |
| 2016 | Madre                                          |                 | Sí              |                 |                 | Cortometraje dirigido por Simón Mesa Soto.                                                 |
| 2015 | Anna                                           |                 |                 |                 | Sí              | Script Consultant; ópera prima de Jacques Toulemonde Vidal.                                |
| 2014 | Gente de bien                                  | Sí              | Sí              | Sí              |                 | Ópera prima de Lolli, estrenada en la Semana de la crítica del Festival de Cannes en 2014. |
| 2012 | Rodri                                          | Sí              | Sí              | Sí              |                 | Segundo cortometraje dirigido por Lolli.                                                   |
| 2011 | Un Juego de niños                              |                 |                 | Sí              |                 | Cortometraje dirigido por Jacques Toulemonde Vidal.                                        |
| 2007 | Como todo el mundo                             | Sí              |                 | Sí              |                 | Primer cortometraje.                                                                       |
| 2007 | Mémoire et images, une expérience cambodgienne | Sí              |                 |                 |                 | Codirector.                                                                                |

## Premios y distinciones
Festival Internacional de Cine de San Sebastián
| Año  | Categoría                          | Película      | Resultado |
| ---- | ---------------------------------- | ------------- | --------- |
| 2014 | Premio Horizontes-Mención especial | Gente de bien | Ganador   |